# Pulau Kelang
Pulau Kelang är en ö i Indonesien.   Den ligger i provinsen Moluckerna, i den östra delen av landet, 2 300 km öster om huvudstaden Jakarta. Arean är 143 kvadratkilometer.
Terrängen på Pulau Kelang är kuperad. Öns högsta punkt är 762 meter över havet. Den sträcker sig 12,1 kilometer i nord-sydlig riktning, och 18,0 kilometer i öst-västlig riktning.  I omgivningarna runt Pulau Kelang växer i huvudsak städsegrön lövskog.